# Cuộc sống về đêm

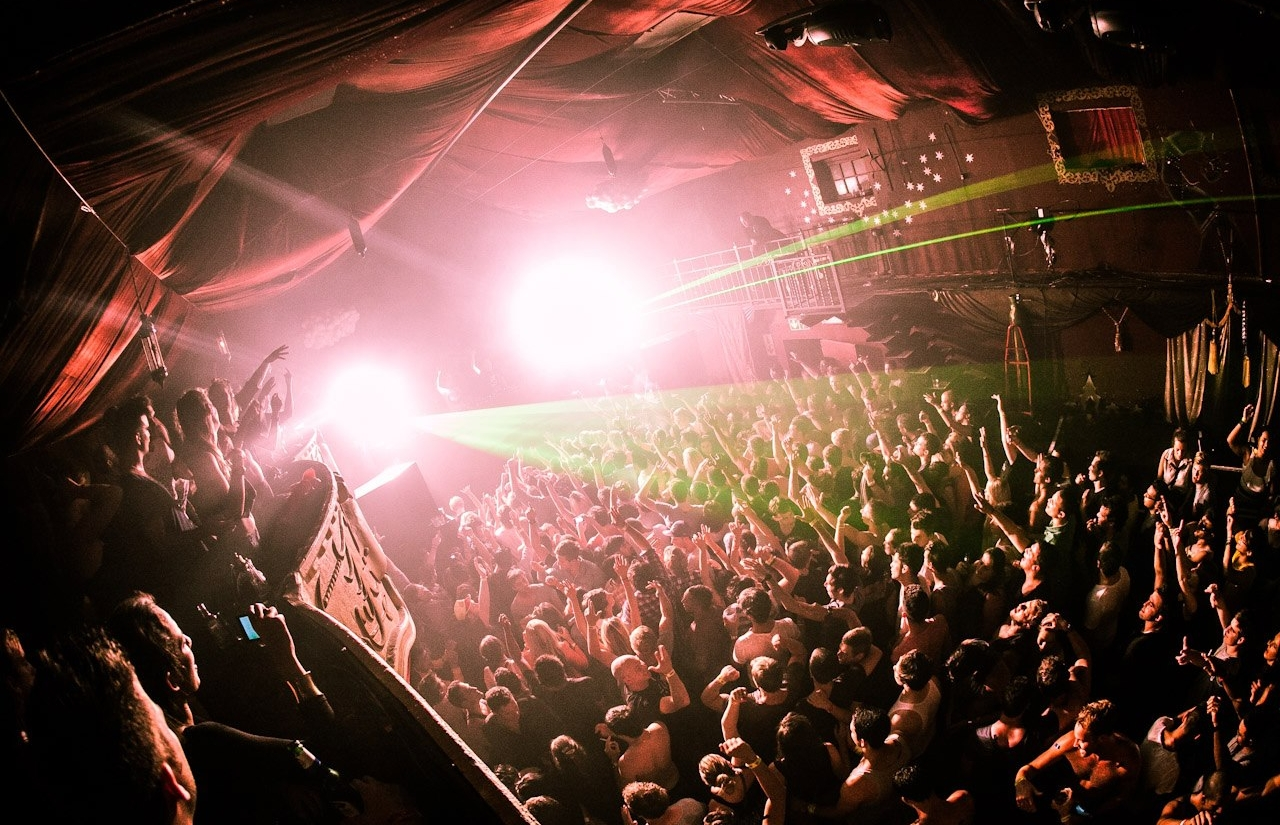
Mọi người đang tận hưởng cuộc sống về đêm tại một câu lạc bộ giải trí ở thành phố Cape Town, Nam Phi

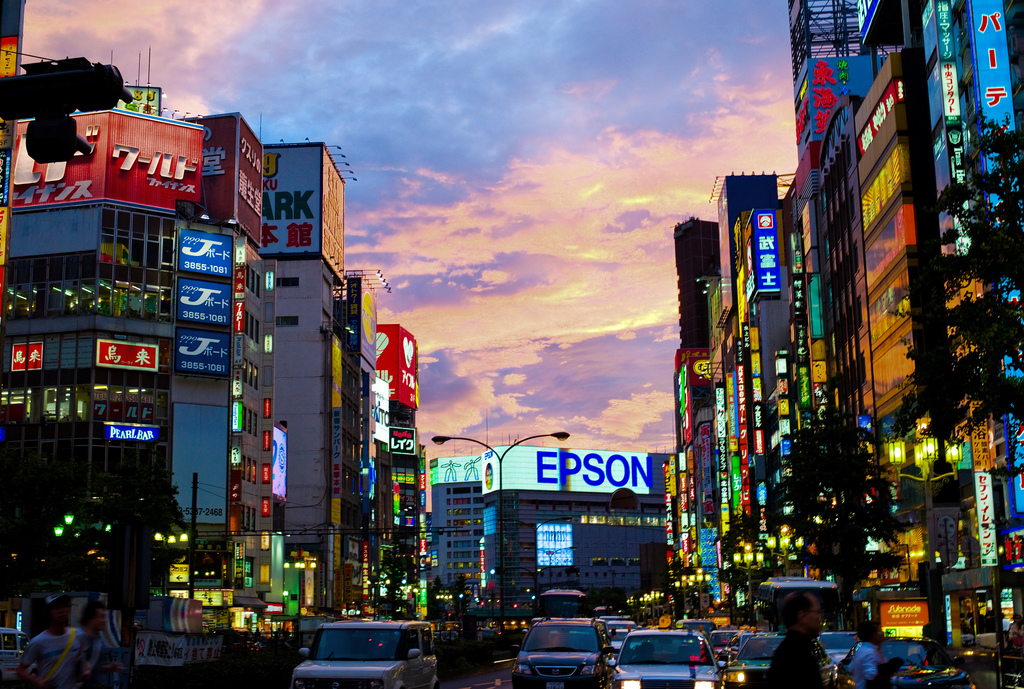
Những bảng chỉ dẫn lấp lánh ở Kabukichō - khu phố sầm uất vào dạng bậc nhất Nhật Bản, nằm ở quận Shinjuku. Nó được mệnh danh là "Con phố không bao giờ ngủ" (眠らない街).

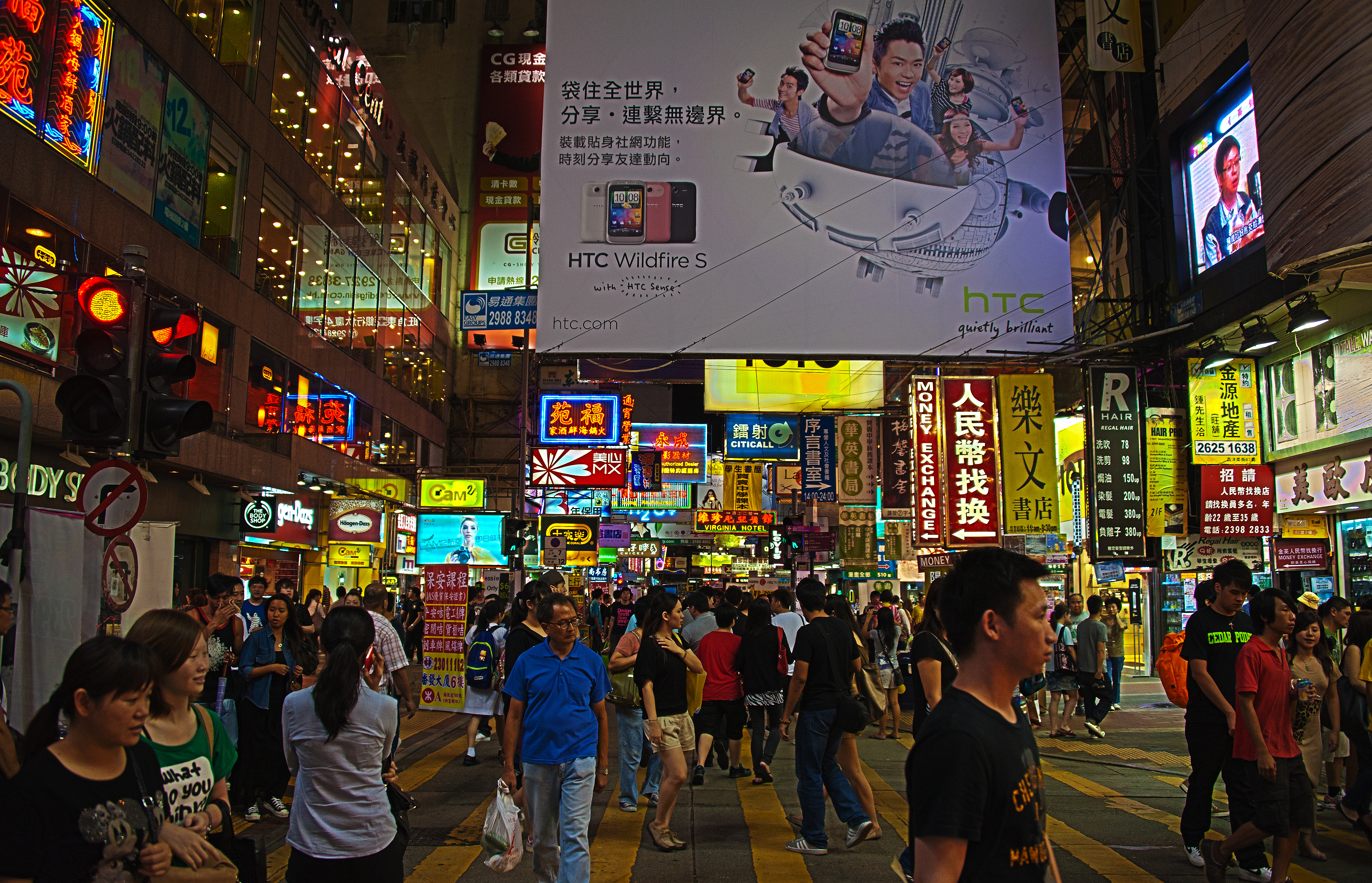
Cuộc sống về đêm ở Hồng Kông

Cuộc sống về đêm hay thú vui về đêm là thuật ngữ chung về các hình thức giải trí sẵn có và thường phổ biến nhất từ lúc tối muộn cho đến buổi sáng sớm. Các hoạt động này bao gồm các pub (quán rượu), quán bar, hộp đêm, tiệc tùng, nhạc sống, các buổi hòa nhạc, cabaret, sân khấu kịch, rạp chiếu phim và các buổi trình diễn. Những địa điểm này thường đòi hỏi tiền boa để vào cửa. Giải trí về đêm thường có thiên hướng người lớn hơn các hoạt động giải trí ban ngày. Những người ưa thích hoạt động vào ban đêm được gọi là cú đêm.

## Nghiên cứu xã hội học
Cuộc sống về đêm là lĩnh vực nghiên cứu sôi nổi, đầy hứng khởi đối với các nhà xã hội học. Những thú vui về đêm gồm có pub (quán rượu), quán bar và các hộp đêm hoạt động giống như môi trường thứ ba, theo những gì mà nhà xã hội học người Mỹ Ray Oldenburg viết trong cuốn sách The Great Good Place.